# Форлендер, Карл
Карл Форлендер (нем. Karl Vorländer; 2 января 1860 года, Марбург — 6 декабря 1928 года, Мюнстер) — немецкий философ, представитель Марбургской школы неокантианства, преподававший в Золингене, деятель Социал-демократической партии Германии, теоретик этического социализма. Он опубликовал различные исследования и издания работ Иммануила Канта, в том числе исследования взаимосвязи идей Канта и идей социализма, а также влияния Канта на творчество Иоганна Вольфганга фон Гёте. Его биография Канта, изданная в 1924 году, стала классикой кантовской науки и использовалась на протяжении большей части двадцатого века.

## Работы
- Kant, Schiller, Goethe (Leipzig: Dürr, 1907 и 1923)
- Geschichte der Philosophie (1903, 1911 и 1919)
- Immanuel Kants Leben (1911)
- Kant und Marx: ein Beitrag zur Philosophie des Sozialismus (Tübingen: Mohr, 1911 и 1926)
- Kant, Fichte, Hegel und der Sozialismus (Berlin: Cassirer, 1920)
- Immanuel Kant. Der Mann und das Werk (2 тома; Leipzig: Felix Meiner, 1924)
- Неокантианское движение в социализме / Пер. с нем. П. Земнова. — Москва : Пульс жизни, 1907. — 81 с.
- Кант и Маркс : Очерки этического социализма / Пер. с разреш. авт. Б. И. Элькина. С предисл. М. И. Туган-Барановского. — Санкт-Петербург, 1909. — VIII, [2], 226 с.
- Этика, как основание социализма. (Кант и Маркс) / Пер. с нем. Ник. Антоновского. — Санкт-Петербург, 1913. — Часть историческая : Вып. 1. — 57 с.
- История социалистических идей /Пер. с нем. Г. П. Федотова. — Ленинград : Сеятель, 1925. — 155, [1] с.
- История философии. Античность. Средние века / Пер. со второго нем. изд. под ред. В. А. Савальского. — Изд. 2-е, испр. — Москва : URSS, 2011. — 264 с. — (Из наследия мировой философской мысли: история философии). ISBN 978-5-397-01549-3